# Isabel Osorio
Isabel Osorio (Burgos, c. 1522-Saldañuela, Burgos, octubre de 1589) fue una dama española, amante del príncipe y luego rey Felipe II.

## Orígenes familiares
Isabel fue hija de Pedro de Cartagena y Leiva, señor de Olmillos, regidor de Burgos y descendiente del judeoconverso Pablo de Santamaría, quien había sido rabino de la judería de Burgos con el nombre de Selomóh Ha-Leví y luego obispo de esta diócesis. Su madre fue María de Rojas, hija de Diego Osorio e Isabel de Rojas —hija de Sancho de Rojas, señor de Monzón, y de María de Pereira. Isabel Osorio adoptó el apellido de su abuelo materno.  Se quedó huérfana a una edad muy temprana, por lo que fue criada por su tío Luis Osorio. Tuvo una hermana, María de Rojas, casada con Pedro de Velasco, de quien tuvo un hijo, Pedro Osorio de Velasco, que heredó los bienes de su tía Isabel.

## Vida
Fue dama de compañía de la emperatriz Isabel de Portugal  y, tras su muerte, pasó al servicio de sus hijas Juana de Austria y María de Austria, hermanas de Felipe II.
Se sospecha que fue amante del príncipe Felipe, relación que comenzó cuando Felipe era un adolescente. Con él tuvo, supuestamente, dos hijos bastardos. El biógrafo del monarca Luis Cabrera de Córdoba escribió en 1619: «Murió doña Isabel de Osorio, que pretendió ser mujer del rey don Felipe II, y dejó a Pedro de Osorio, su sobrino, ocho mil ducados de renta y sesenta mil de muebles y dinero». Guillermo de Orange, el príncipe de los rebeldes holandeses frente a la corona española, afirmó en su Apología que cuando Felipe se casó por primera vez —con su prima María Manuela de Portugal— ya estaba desposado con Isabel Osorio con quien, según su versión, tuvo dos hijos: Bernardino y Pedro, el primogénito, que pasaba por ser su sobrino. Como conocedor de estos hechos, señalaba a Ruy Gómez de Silva, príncipe de Éboli. Consta que Felipe II donó a Isabel cuantiosas rentas, que le permitieron adquirir numerosos bienes territoriales.
La relación entre Felipe e Isabel fue «un idilio serio que duró algunos años» y, según algunas fuentes, Felipe entregó a Isabel un documento secreto en el que declaraba que ella era su esposa. La boda de Felipe II con la hija del rey francés, Isabel de Valois, acordada en el Tratado de Cateau-Cambresis señaló el final de las supuestas relaciones entre Isabel Osorio y Felipe. Ella se retiró al palacio de Saldañuela, en las proximidades de Burgos, que había mandado construir después de adquirir la torre, gracias a un juro de heredad de dos millones de maravedís que le concedió el rey.  Fundó el convento de las Trinitarias de Sarracín y vivió en su palacio de Saldañuela hasta su muerte en octubre de 1589. Nunca se casó. Está enterrada en la iglesia del convento que había fundado.

## Isabel Osorio en el arte
Varios especialistas de arte coinciden en que el lienzo Venus y Adonis del pintor Tiziano, representa a Felipe II e Isabel y que Isabel es la Dánae recibiendo la lluvia de oro del mismo pintor.

## Isabel Osorio en la ficción
Mari Pau Domínguez se inspiró en este personaje para la protagonista de su novela Una diosa para el rey.